# وناش بالا
وناش بالا، روستایی از توابع بخش رودبارالموت شهرستان قزوین در استان قزوین ایران است.

## جمعیت
این روستا در دهستان الموت پایین قرار دارد و براساس سرشماری مرکز آمار ایران در سال ۱۳۸۵، جمعیت آن ۵۱ نفر (۱۹خانوار) بوده‌است.

## زبان
اهالی روستای وناش بالا هنوز به زبان تاتی سخن می‌گویند.